# Onychopterocheilus matritensis
Onychopterocheilus matritensis är en stekelart som först beskrevs av Dusmet 1909.  Onychopterocheilus matritensis ingår i släktet Onychopterocheilus och familjen Eumenidae. Inga underarter finns listade i Catalogue of Life.